# Narziss Kaspar Ach
Narziss Kaspar Ach (* 29. října 1871, Ermershausen – 25. července 1946, Mnichov) byl německý psycholog. Věnoval se výzkumu introspekce, myšlení atd.

## Životopis
Narziss Ach se narodil 29. října 1878 Margaret Bürgerové, manželce praktického lékaře. V letech 1890–1895 a 1898–1899 studoval medicínu a filozofii ve Würzburgu, kde v červenci 1895 promoval. V letech 1895–1896 působil jako lodní lékař, později pracoval na psychiatrické klinice v Heidelbergu u Emila Kraepelina. Roku 1897 uskutečnil cestu do Ameriky, přičemž se hlouběji zabýval mořskou nemocí. Poté působil na farmakologickém institutu ve Štrasburku. 22. listopadu 1899 získal titul doktora filozofie u Oswalda Kulpeho na psychologickém institutu ve Würzburgu. Zde setrval do roku 1901. Později zastával místo asistenta na Filozofické semináři v Göttingenu, 31. července 1902 se stal docentem.

## Dílo
- 1905 – Über die Willenstätigkeit und das Denken
- 1910 – Über den Willensakt und das Temperament
- 1921 – Über die Begriffsbildung
- 1933 – Über die Determinations-Psychologie
- 1935 – Analyse des Willens